# ミセヌム
ミセヌム (ラテン語: Misenum) は、イタリア南部のナポリ近郊、ナポリ湾の北西部の岬にある、ローマ時代以来の港町である。現代イタリア語ではミゼーノ（イタリア語: Miseno）と呼ばれ、カンパニア州ナポリ県バーコリに属する分離集落（フラツィオーネ）である。

## 概要
神話によると、ミセヌムの名前はヘクトールの仲間でアイネイアースの称賛者であったミセヌス（Misenus）から名付けられたとされる。ウェルギリウスの『アエネーイス』によると、ミセヌスは海の神トリトンとのトランペット競争の後、この近くの海で溺れたとされる。
紀元前39年、共和政ローマの三頭官オクタウィアヌス（後の皇帝アウグストゥス）とセクストゥス・ポンペイウスがミセヌムで停戦協定を結んだことが知られている（ミセヌム協定）。
古代ローマ時代は、ローマ海軍の最も大きな軍港として機能しており、ミセヌム内の「ユリウス港（ポルトゥス・ユリウス）」はローマ海軍で最も重要な艦隊の「ミセヌム艦隊」（クラッシス・ミセネンシス、Classis Misenensis）の母港であった。ミセヌムの軍港としての機能はアウグストゥスの腹心マルクス・ウィプサニウス・アグリッパによって整備された。

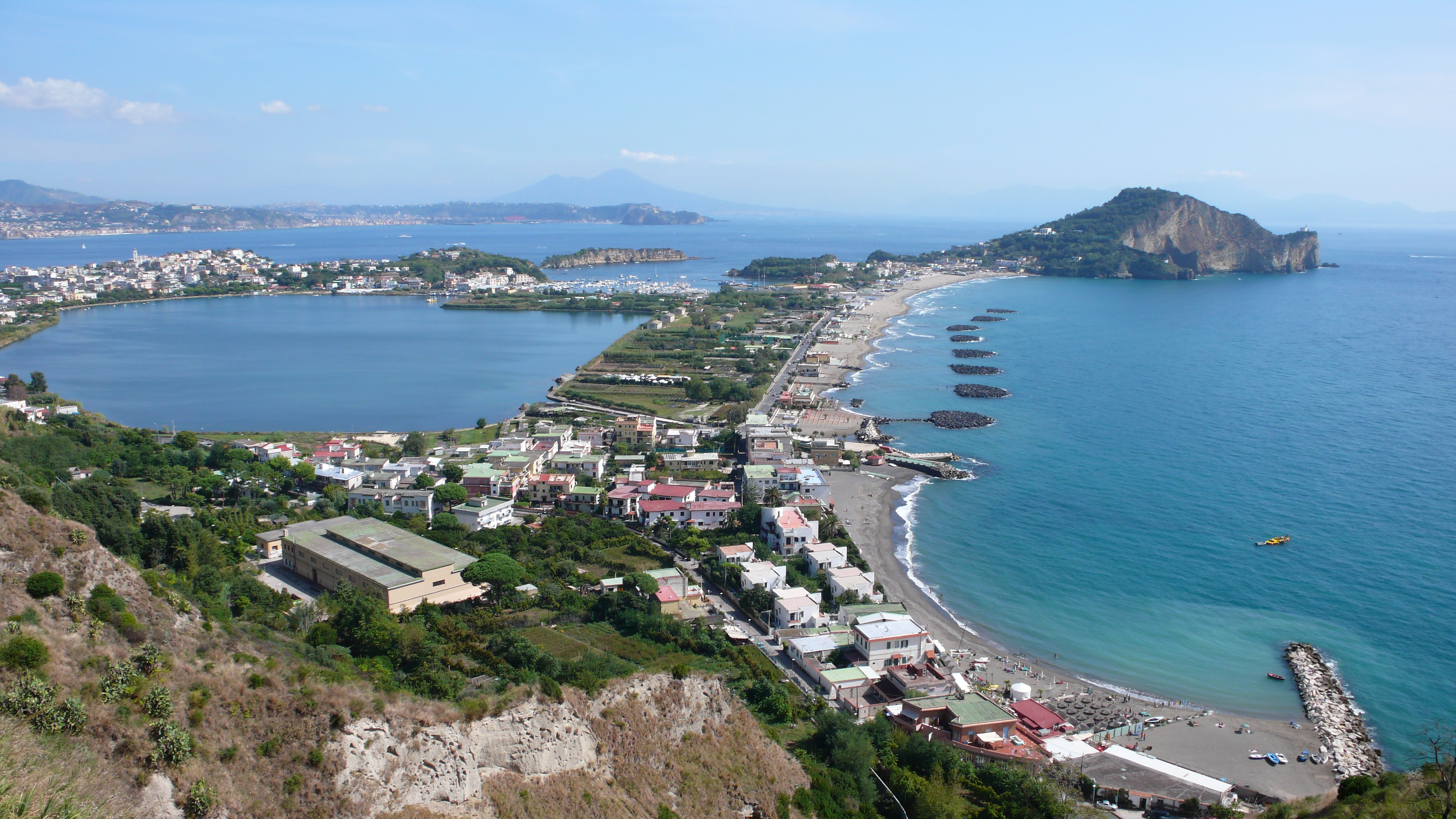
ミセヌム（ミゼーノ）の港湾の様子

ミセヌムは風光明媚な立地でもあり、プテオリ（現：ポッツオーリ）やネアポリス（現：ナポリ）からも近かったことより、ローマの別荘地としても知られ、ローマ帝国第2代皇帝のティベリウスはミセヌムの近くの別荘で死去したと伝わっている。
ガイウス・プリニウス・セクンドゥス（大プリニウス）は79年にミセヌムのローマ海軍の艦隊担当として赴任していたが、ミセヌムからナポリ湾を挟んだ位置にあったウェスウィウス（現：ヴェスヴィオ）山がその年に噴火した様子を目撃した。プリニウスはウェスウィウス噴火の被災者の救出のためにウェスウィウスへ向かったが、その後の噴火に巻き込まれて死亡した。プリニウスが噴火に巻き込まれた様子は、当時ミセヌムに住んでいた甥のガイウス・プリニウス・カエキリウス・セクンドゥス（小プリニウス）によって書き残されている